# محمد حسین (بازیکن هاکی روی چمن)
محمد حسین (انگلیسی: Mohammed Hussain; ۱ اکتبر ۱۹۱۱ – ۲۸ فوریهٔ ۱۹۷۷) بازیکن هاکی روی چمن اهل هند بود.
وی به‌همراه تیم ملی هاکی روی چمن مردان هند به قهرمانی بازی‌های المپیک تابستانی ۱۹۳۶ دست پیدا کرده‌است.